# 柏谷享助
柏谷 享助（かしわや みちすけ、1976年10月13日 - ）は日本の元俳優。出身地は東京都。

## 来歴
- 星座は『天秤座』[1]。
- 映画『日本黒社会 LEY LINES』出演後の出演が確認できず現在の活動は不明。

## 出演

### 映画
- 『キッズ・リターン』ヒロシ 役(1996年公開)
- 『Dolphin Through ドルフィン・スルー』誠役(1998年公開)[2][3]
- 『大怪獣東京に現わる』内藤瞬也 役 (1998年公開)
- 『日本黒社会 LEY LINES』呂俊霖 役(1999年公開)

### ドラマ
- 『おいしい関係』 (1996年10月14日 - 12月16日)